# Ius scriptum
 (signalé en mai 2025).
Si vous disposez d'ouvrages ou d'articles de référence ou si vous connaissez des sites web de qualité traitant du thème abordé ici, merci de compléter l'article en donnant les références utiles à sa vérifiabilité et en les liant à la section « Notes et références ».
- Archive Wikiwix
- Bing
- Cairn
- DuckDuckGo
- E. Universalis
- Gallica
- Google
- G. Books
- G. News
- G. Scholar
- Persée
- Qwant
- (zh) Baidu
- (ru) Yandex
- (wd) trouver des œuvres sur Wikidata

Le ius scriptum (du latin, littéralement « droit écrit ») est le corps de la législation faite par les pouvoirs législatifs. La législation est connue sous le nom de leges (les lois) et de plebiscita (les plébiscites, promulgués par le concile plébéien). Les juristes romains incluent aussi au ius scriptum les édits des magistrats (magistratuum edicta), les conseils du Sénat (senatus consulta), les réponses et les pensées des juristes (responsa prudentium), et les proclamations et les convictions de l'empereur (principum placita). Il s'oppose au ius non scriptum, le droit non écrit.

## Source de la traduction
- (en) Cet article est partiellement ou en totalité issu de l’article de Wikipédia en anglais intitulé « Ius scriptum » (voir la liste des auteurs).